# Pirolonitryna
Pirolonitryna (łac. pyrrolnitrinum) – wielofunkcyjny organiczny związek chemiczny, lek przeciwgrzybiczy.

## Historia
Pirolonitryna została wyizolowana ze szczepu Pseudomonas pyrrocinia przez zespół japońskiego mikrobiologa doktora Keia Arimę na Uniwersytecie Tokijskim w 1964 roku.

## Mechanizm działania
Pirolonitryna łączy się z fosfolipidami błony komórkowej, powodując jej nieodwracalne uszkodzenie, hamuje również oddychanie komórkowe, syntezę białek i kwasów nukleinowych.

## Zastosowanie
Pirolonitryna jest stosowana w następujących wskazaniach:
- grzybice międzypalcowe (np. stopa atlety),
- grzybica obrębna pachwin,
- grzybica skóry (np. łupież pstry),
- grzybica paznokci,
- łupież rumieniowy z nadkażeniem grzybiczym.

Działa grzybostatycznie na: Trichophyton rubrum, Trichophyton mentagrophytes, Trichophyton tonsurans, Microsporum audouinii, Epidermophyton floccosum, Malassezia furfur oraz Candida albicans.
Nie stwierdzono występowania oporności na lek.

## Działania niepożądane
Pirolonitryna może powodować podrażnienie skóry oraz nadwrażliwość kontaktową pod postacią charakterystycznych zmian przypominających rumień wielopostaciowy.